# Three Letters to the Moon
Three Letters to the Moon è il quinto lavoro discografico prodotto da Fabius Constable & Celtic Harp Orchestra, pubblicato da Ethnoworld nel 2010.

## Tracce
1. Introitus II
2. Nausicaa's Reflections
3. No Time Nylus
4. Concerning the Theft of an Airliner
5. Luna Shine for me
6. The Infinite Beauty of a Spotless Tofu
7. Almuthada's Bliss
8. Kerry the Kingdom
9. From Another Life
10. Children of Llyr
11. La Porta
12. Paolo + Francesca
13. Bonifacio
14. Dante's Dream

## Musicisti
Fabius Constable : Direttore, Violoncello, Arpa, Piano, Low Whistle, Tin Whistle, Fisarmonica.

Donatella Bortone: Soprano

Sabrina Noseda: Arpa, Voce in "Concernig the Theft of an Airliner"

Chiara Vincenzi: Arpa

Danilo Marzorati: Arpa

Pauline Fazzioli: Arpa

Federica Maestri: Arpa, Coro, Flauto traverso

Ludwig Constable: Arpa

Antonella d'Apote : Arpa

Silla Orlando: Arpa

Patrizia Rossi: Arpa

Teodora Cianferoni: Arpa

Giada Giorgia Pederzolli : Arpa

Chiara Rolla: Arpa

Lidia Morra: Arpa

Daniela Morittu: Arpa

Rossana Monico: Arpa, Fagotto

Maria Assunta Romeo: Arpa

Luca Cascone: Arpa

Daniele Cereghini: Arpa

Filippo Pedretti: Violino

Stefano Zeni: Violino

Stefano Serano: Basso elettrico

Luca Briccola: Chitarre

Massimo Cerra: Oboe

Wang Xue Ting : Ehru

Mirko Soncini: Batteria, percussioni, campane tubolari

Flaviano Cuffari: Percussioni

Yako Kanazawa : Voce in "Introitus II"

Sonia Lanzoni: Coro

Marco Carenzio: Coro

Riccardo Tabbì: Coro

Francesca Salcioli: Coro

Alessandro Mazzoni: Coro, Ocarina

Anne Delaby: Coro

Germana Ciervo: Coro

Irene Casartelli: Coro

Coro dei bambini: Celine Lancini Martinez, Edoardo Nerboni, Cesare Primultini, Jacopo Buttini, Michele Moralli, Lorenzo Lecchi, Maurizia Delius, Elia Lavelti, Sofia Lavelti, Sheila Frattari, Arthur Delius, Maja Rossignoli, Demis Crameri, Leando Cantori, Valentin Wehrli, Alice C. Guisiano, Emilia Renn, Julius Renn, Sebastian Renn, Louis Deltenre, Raffele Canonica Sermoneta.